# De Graevesmolen
De De Graevesmolen is een watermolen op de Molenbeek-Ter Erpenbeek in Mere, een dorp in de Belgische provincie Oost-Vlaanderen.

## Geschiedenis
De molen werd opgetrokken voor 1440. De molen is altijd een koren- en oliemolen geweest en is dat tot op de dag van vandaag nog. In 1994 werd de molen beschermd als monument.

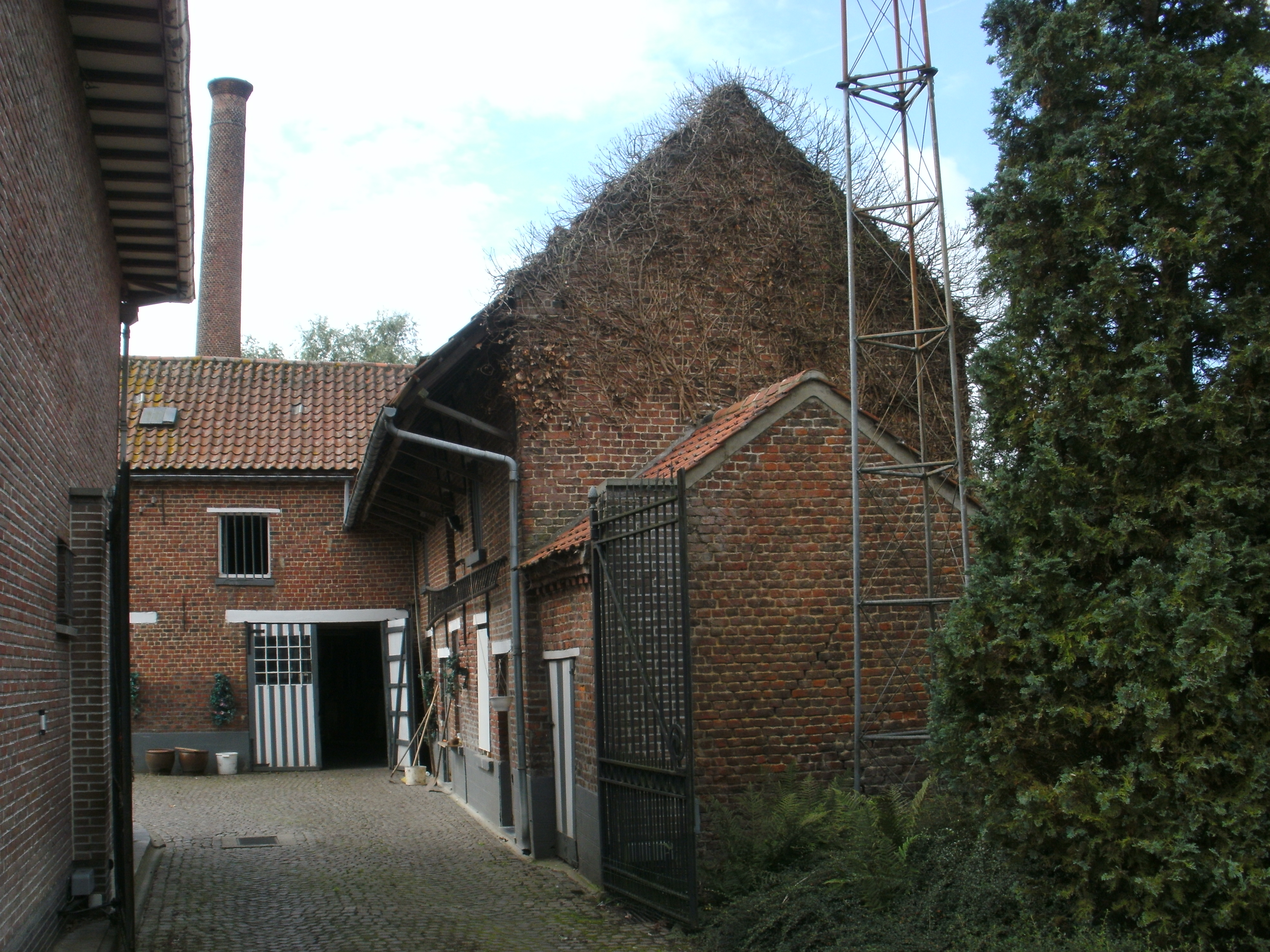
Vooraanzicht
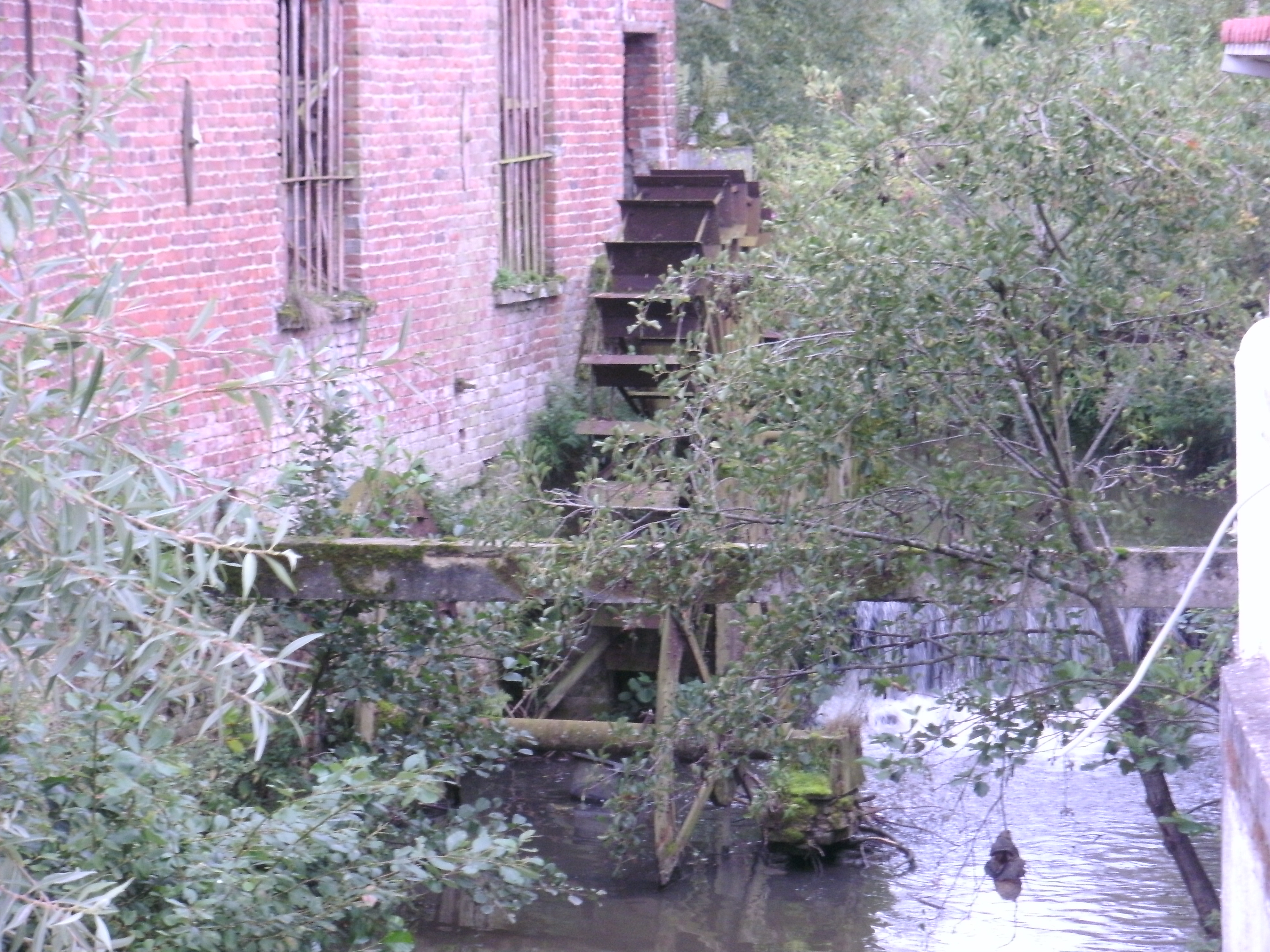
Molenrad

Cottemmolen ·
De Graevesmolen ·
De Watermeulen ·
Egemmolen ·
Engelsmolen ·
Gotegemmolen ·
Kruiskoutermolen ·
Molen te Broeck ·
Molens Van Sande ·
Ratmolen ·
Van Der Biestmolen ·
Zwingelmolen
- Inventaris van het Bouwkundig Erfgoed (Vlaanderen): 8239